# イ・ブル

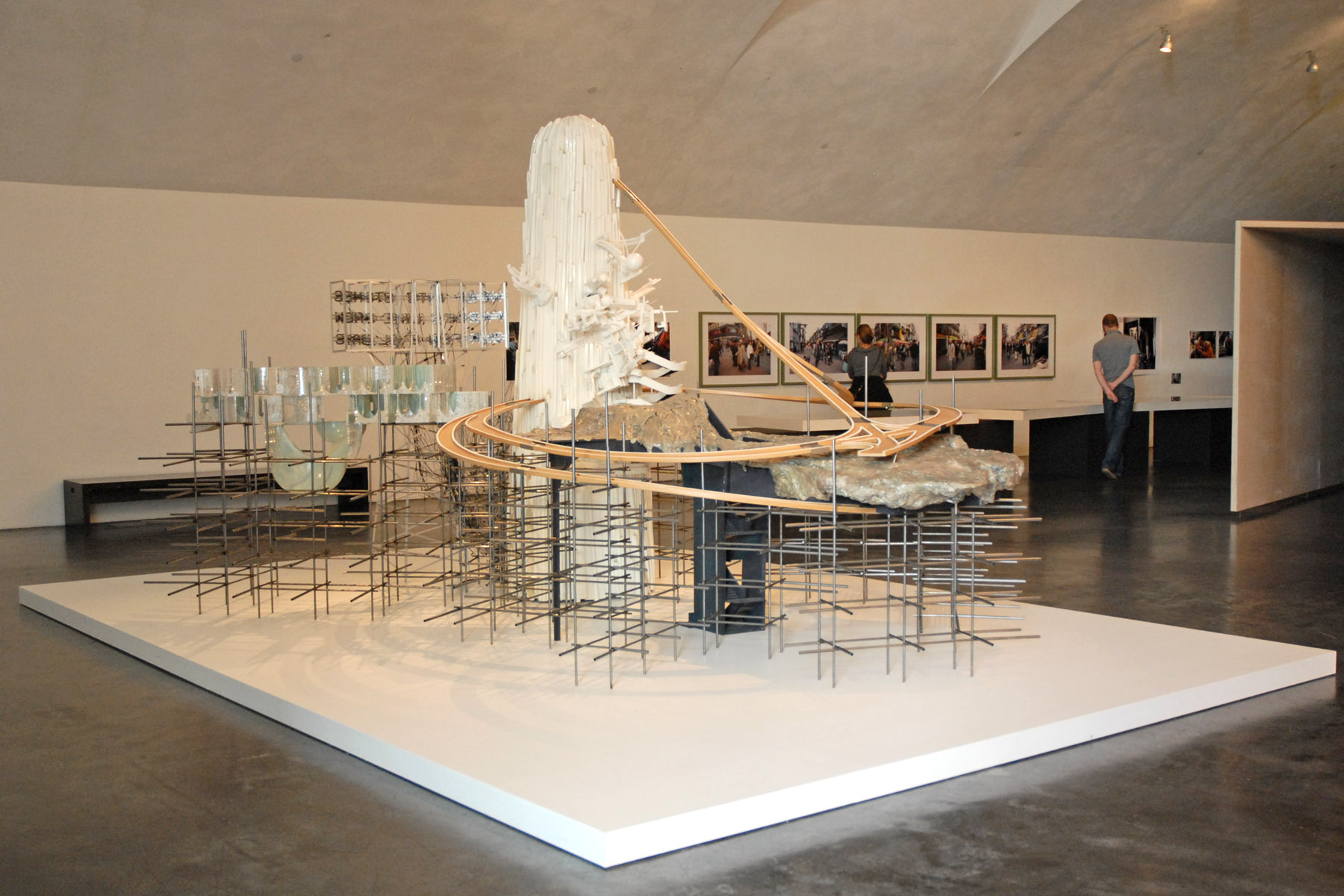
イ・ブル

イ・ブル（1964年 - ）は、大韓民国のインスタレーション作品を中心とする女性美術家である。

## 略歴
- 1964年 江原道寧越郡で生まれる
- 1987年 弘益大学校美術大学彫刻科卒業
- 2019年 湖巌賞芸術部門受賞

## 個展
- 1988年　？（イル・ギャラリー。大韓民国ソウル特別市）
- 2000年　イ・ブル展（福岡アジア美術館）
- 2002年　イ・ブル展（ロダンギャラリー。大韓民国ソウル特別市）
- 2012年　イ・ブル展（東京・森美術館、東京2月4日〔土〕～5月27日〔日〕）